# Corey Keyes
Corey Keyes es un sociólogo y psicólogo estadounidense, conocido por sus trabajos en psicología positiva. Keyes actualmente enseña en la Universidad Emory de Georgia.,

## Trabajo
Keyes trabaja áreas como la plenitud en salud mental así como en métodos para lograr relaciones sociales positivas. También realiza estudios sobre la psicología del envejecimiento. Keyes es conocido por acuñar el término psicológico flourishing con el que describe a adultos mentalmente sanos, tema sobre el cual ha publicado numerosos artículos, ensayos y libros. Se le considera pionero en el campo de la psicología positiva. Keyes es miembro de la junta asesora del Foro Mundial de la Felicidad y es miembro de la Red de Psicología Positiva. Su trabajo ha tenido implicaciones políticas de muy amplio alcance. Ha trabajado para los Centros para el Control de Enfermedades y «su modelo de salud mental como un estado de plenitud ha sido utilizado por la Agencia de Salud Pública de Canadá en un programa de vigilancia nacional».

## Citas
- Vivimos más tiempo, en promedio 30 años más que a principios del siglo XX, pero no vivimos de forma más saludable. La pregunta es: ¿vivimos simplemente dependientes y enfermos, o vivimos sanos y somos capaces de contribuir?[4]
- Creo que nos planteamos una tarea imposible, porque nuestra versión hedonista de la felicidad es imposible de sostener. Pero es muy posible sentirse realizado y contento, y que el mundo nos resulte significativo al alinearnos con algunos de nuestros ideales, algo más grande y mejor que nosotros mismos, tratando de estar a la altura de ello.

## Libros
- Women and Depression: A Handbook for the Social, Behavioral, and Biomedical Sciences. 2006, Corey L. M. Keyes (Editor), Sherryl H. Goodman (Editor) CUP, 978-0521831574
- Keyes, CLM and Haidt, J (Editors). (2003). Flourishing: positive psychology and the life well-lived. American Psychological Association, Washington D. C.
- Risk and Resilience in Human Development
- Social Functioning and Social Well-Being

## Formación
- Licenciado de la Universidad de Wisconsin-Eau Claire.
- Maestría en ciencias de la Universidad de Wisconsin-Madison.
- Doctorado de la Universidad de Wisconsin-Madison.